# Escudo timorense
El escudo era la moneda de Timor portugués entre 1959 y 1976. Sustituyó a la pataca timorense a un ritmo del 5,6 escudos = 1 pataca y era equivalente al escudo portugués. Fue reemplazado por la rupia de Indonesia después de la ocupación de Timor Oriental por parte de Indonesia. El escudo se dividía en 100 centavos.
Timor Oriental (anteriormente Timor Portugués) ahora utiliza el dólar estadounidense, pero a pesar de eso, emite sus propias monedas.

## Monedas
Las primeras monedas emitidas, con fecha de 1958, fueron en denominaciones de 10, 30, 60 centavos, 1, 3 y 6 escudos. Las denominaciones no habituales (véase también los billetes, más adelante) puede haberse debido al tipo de cambio de la moneda anterior. Las piezas de 10 y 30 centavos fueron acuñadas en bronce, las de 60 centavos y 1 escudo en cupro-níquel, y las monedas de 3 y 6 escudos fueron producidas en plata. En 1964, la moneda de 10 escudos, acuñada en plata, fue introducida, fue seguida, en 1970, por las monedas de 20, 50 centavos, 1, 2½ y 5 escudos. Las monedas de 20, 50 centavos y 1 escudo fueron acuñadas en bronce, y las otras denominaciones fueron acuñadas en cuproníquel.

## Billetes
Los primeros billetes, con fecha de 1959, fueron impresos en denominaciones de 30, 60, 100 y 500 escudos. En 1967, se agregaron los valores de 20 y 50 escudos, finalmente se agregó el billete de 1.000 escudos en 1968. Todo el papel moneda fue emitido por el Banco Nacional Ultramarino.